# ستيف رولاند
ستيف رولاند (بالإنجليزية: Steve Rowland)‏ (2 نوفمبر 1981 في المملكة المتحدة - ) هو لاعب كرة قدم بريطاني في مركز الدفاع. لعب مع بورت فايل ونادي ساوثبورت وColwyn Bay F.C. ‏ وGresford Athletic F.C. ‏ وCaersws F.C. ‏.

## وصلات خارجية
- ستيف رولاند على موقع قاعدة بيانات كرة القدم.إي يو (الإنجليزية)
- ستيف رولاند على موقع Soccerbase.com (لاعب) (الإنجليزية)